# Guy Verton
Guy Verton, est un artiste-peintre belge, né en 1928 et décédé à Watermael-Boitsfort en janvier 2009.
Il était originaire de la Gaume, région à laquelle il restait fort attaché.

## Biographie
Élève de sa mère Marie-Jeanne Verton, née Sevrin, connue comme excellente portraitiste et pastelliste.
Guy Verton pratiqua surtout la gouache et l'aquarelle ou la peinture à l'huile sur papier.
D'un style à la fois naïf et expressionniste il lèche d'un trait rapide et d'un pinceau souple et coloré de nombreux paysages de Belgique, vieilles églises, maisons anciennes, coins perdus de la forêt de Soignes près de laquelle il habitait à Watermael-Boitsfort, avenue du Dirigeable où il avait son atelier.
On le voyait toujours vêtu lors de ses escapades picturales de sa vieille cape en loden, de son chapeau tyrolien, et de ses knickerbockers, qui en faisait une figure caractéristique et connue de tous.

## Expositions
- Galerie "Le Régent" à Bruxelles en 1958 et en 1963
- Galerie "La Concorde" à Bruxelles en 1959, avec sa mère Marie-Jeanne Verton.